# La Orchila
La Orchila (spanisch Isla La Orchila) ist eine Insel im Karibischen Meer, etwa 180 km nördlich von Caracas, der Hauptstadt Venezuelas, und rund 45 km östlich von Los Roques gelegen. Geographisch gehört die Insel zu den Inseln unter dem Winde, administrativ zu den venezolanischen Dependencias Federales (Bundesterritorien).
La Orchila weist eine Landfläche von etwa 40 km² auf und erreicht auf dem Berg Cerro Walker eine Höhe von 139 m über dem Meer. Auf der Insel gibt es zahlreiche Strände mit rosafarbenem Sand. Der Insel sind im Nordosten einige kleine Cays vorgelagert.
Auf der ansonsten unbewohnten Insel betreibt das venezolanische Militär einen Stützpunkt, außerdem gibt es Quartiere für den venezolanischen Präsidenten sowie für Militärs. Der damalige Präsident Hugo Chávez wurde während des Putsches im April 2002 auf La Orchila gefangengehalten. Chávez verbrachte auch die letzten Tage bis zu seinem Tod auf der Insel.